# Уилсон, Расселл
Расселл Кэррингтон Уилсон (англ. Russell Carrington Wilson, род. 29 ноября 1988 года) — американский профессиональный игрок в американский футбол, выступающий на позиции квотербека за клуб Национальной футбольной лиги «Денвер Бронкос».

## Футбольная карьера
На студенческом уровне выступал за университет Северной Каролины в 2008—2010 годах и в университете Висконсина в 2011 году. В своём последнем сезоне в университете он установил рекорд FBS по пасовой эффективности (191,8), помог своей команде получить титул выиграть конференции Big Ten и одержать победу в Роуз Боле 2012 года. Кроме американского футбола, Уилсон играл за бейсбольную студенческую команду университета Северной Каролины и выступал за клубы низших лиг «Три-Сити Даст Девилз» в 2010 году и «Эшвилль Туристс» в 2011 году на позиции игрока второй базы.
На драфте НФЛ 2012 года был выбран в третьем раунде под общим 75 номером клубом «Сиэтл Сихокс». Уже в своём дебютном сезоне он стал стартовым квотербеком команды и сумел превзойти достижение Пэйтона Мэннинга по количеству пасовых тачдаунов среди новичков (26), за что получил награду лучшего новичка года по версии Pepsi. В 2013 году он помог «Сихокс» впервые в своей истории стать победителями Супербоула, а уже в следующем году снова вывел свой клуб в финальную игру чемпионата. Уилсон одержал больше побед за первые три сезона в лиге (42), чем любой другой квотербек в истории НФЛ за такой период времени, а также он занимает второе место по проценту удачных пасов, уступая только Аарону Роджерсу.
Его четырёхлетний контракт новичка на 2,99 млн доллара считался самым дорогим за всю историю профессионального спорта. 31 июля 2015 года Уилсон подписал с «Сихокс» новый четырёхлетний контракт на сумму 87,6 млн долларов, став вторым самым высокооплачиваемым игроком в НФЛ.
После слухов накануне 16 марта 2022, Уилсон перешел в Денвер Бронкос.

## Личная жизнь
Уилсон познакомился со своей первой женой Эштон Мим ещё в старшей школе. Пара сыграла свадьбу в январе 2012 года, но уже в апреле 2014 года они развелись.
В начале 2015 года Рассел стал встречаться с певицей Сиарой. 11 марта 2016 года они обручились, а 6 июля 2016 сыграли свадьбу в Пекфортонском замке в Англии. 28 апреля 2017 года у супругов родилась дочь — Сиенна Принсесс Уилсон.